# Kurt Leo Shell
Kurt Leo Shell (geboren als Kurt Leo Schell 17. November 1920 in Wien; gestorben 12. Oktober 2018 in Frankfurt am Main) war ein austroamerikanischer Politikwissenschaftler.

## Leben und Wirken
Kurt Leo Schell war ein Sohn des Rechtsanwalts Joseph Schell und der Eugenie Wulkan, beide aus Mährisch-Ostrau nach Wien gezogen. Sein Bruder Felix Schell wurde Arzt. Schell besuchte in Wien das Piaristengymnasium. Sein Vater wurde nach dem Anschluss Österreichs 1938 verhaftet. Der Familie gelang die Flucht über Großbritannien in die USA.
Dort studierte er, nachdem er von 1942 bis 1946 Kriegsdienst leistete, an der Columbia University New York Politikwissenschaft und promovierte dort 1955. Von 1956 bis 1967 war er Professor für Politikwissenschaft an der State University of New York at Binghampton, von 1967 bis zu seiner Emeritierung im Jahre 1986 lehrte er Politikwissenschaft an der Johann Wolfgang Goethe-Universität Frankfurt am Main.
Schwerpunkt seiner wissenschaftlichen Tätigkeit war die Nordamerikaforschung. 1979 war er Mitbegründer des Zentrums für Nordamerikaforschung (ZENAF) der Frankfurter Goethe-Universität. Im Jahr 2000 erhielt Shell die Goethe-Plakette des Landes Hessen. Am 12. Oktober 2018 verstarb Shell in Frankfurt am Main im Alter von 97 Jahren. Seine Urne wurde am Neuen Friedhof Bockenheim beigesetzt.

## Schriften (Auswahl)
- The transformation of Austrian socialism. State University of New York, New York 1962 (deutsche Ausgabe u.d.T.: Jenseits der Klassen? Österreichs Sozialdemokratie seit 1934. Europa-Verlag, Wien 1969).
- Bedrohung und Bewährung. Führung und Bevölkerung in der Berlin-Krise. Westdeutscher Verlag, Köln 1965 (= Schriften des Instituts für politische Wissenschaft. Band 19).
- (als Herausgeber): The democratic political process. Ginn, Waltham (Mass.) 1969.
- (als Herausgeber): John Stuart Mill: Betrachtungen über die repräsentative Demokratie. Schöningh, Paderborn 1971.
- Das politische System der USA. Kohlhammer, Stuttgart 1975, ISBN 3-17-002073-0.
- Liberal-demokratische Systeme. Eine politisch-soziologische Analyse. Kohlhammer, Stuttgart 1981, ISBN 3-17-005889-4.
- Der amerikanische Konservativismus. Kohlhammer, Stuttgart 1986, ISBN 3-17-009202-2.
- (als Mitverfasser): Konservative Ideologie und politische Praxis. Koalitionsbildungen im amerikanischen Kongreß 1972–1984. Campus-Verlag, Frankfurt/M. 1988 (= Schriftenreihe des Zentrums für Nordamerika-Forschung (ZENAF), Universität Frankfurt, Band 13), ISBN 3-593-34017-8.
- Harry S. Truman. Politiker, Populist, Präsident. Musterschmidt, Göttingen 1998 (= Persönlichkeit und Geschichte, Band 156/157), ISBN 3-7881-0150-4.

Festschrift
- Franz Greß (Hrsg.): Liberale Demokratie in Europa und den USA. Festschrift für Kurt L. Shell. Campus-Verlag, Frankfurt/M. 1990, ISBN 3-593-34389-4 (mit Bibliographie).